# 東宮武官
東宮武官（とうぐうぶかん）は、1889年の東宮武官官制（明治22年勅令第138号）によって制定された、宮中並びに大日本帝国陸軍・大日本帝国海軍の官職。東宮即ち皇太子の軍務につき常侍奉仕した。
当初の規定では陸軍のみから選ばれ佐官1名尉官3名で構成された。1891年（明治24年）6月の官制改正で将官から任用される東宮武官長が新設され、1897年（明治30年）10月の改正で初めて海軍武官による東宮武官が定められた。1898年（明治31年）、1910年（明治43年）の改正を経た東宮武官の構成は、武官長1名、陸軍からの武官5名と海軍からの武官3名の他、陸軍軍属2名、海軍軍属1名。任用される武官は陸海軍ともに大尉以上中将までで、参謀である者とされた。
1926年（昭和元年）12月25日の大正天皇崩御による皇太子裕仁親王践祚にあたり東宮武官は廃止された。
なお、第二次世界大戦後の日本軍解体と日本国憲法施行以後、皇室と現在の自衛隊（陸上自衛隊・海上自衛隊・航空自衛隊）において皇太子含め男性皇族が自衛官または自衛隊員として服務し軍事に関わるようなことはなくなり、旧軍の東宮武官のような役職等も存在せず設置されていない。

## 東宮武官歴任者

### 東宮武官長
※階級は就任時。以下各武官も同じ。
※武官長は全て陸軍武官
- 奥保鞏少将：1891年（明治24年）6月13日 - 1893年（明治26年）11月10日（最終階級:元帥陸軍大将伯爵）
- 黒川通軌中将：1893年（明治26年）11月10日 - 1897年（明治30年）10月21日（男爵）
- 黒田久孝中将：1897年（明治30年）10月21日 - 1900年（明治33年）12月5日（在職中に死去。男爵）
- 村木雅美少将：1901年（明治34年）2月9日 - 1912年（大正元年）12月17日（最終階級:陸軍中将男爵）
- 山根一貫大佐：1912年（大正元年）12月17日 - 1917年（大正6年）8月2日（在職中に死去。男爵。山根信成陸軍少将の子。）
- 小川賢之助少将：1917年（大正6年）9月22日[1] - 1920年（大正9年）6月19日（在職中に死去）
- 奈良武次中将：1920年（大正9年）7月16日 - 1922年（大正11年）11月24日
- 奈良武次中将：1922年（大正11年）11月24日 - 1926年（昭和元年）12月25日（兼職。本職は侍従武官長。最終階級:陸軍大将男爵）

### 東宮武官（陸軍）
- 山本清堅中佐：1887年（明治20年）10月25日 - 1889年（明治22年）3月28日（現職で死去、歩兵大佐）
- 香曽我部順中尉：1887年（明治20年）10月25日 - 1889年（明治22年）11月5日
- 岡崎生三少佐：1889年（明治22年）11月5日 - 1891年（明治24年）12月19日（後、陸軍中将男爵）
- 渋谷在明大尉：1889年（明治22年）11月5日 - 1891年（明治24年）11月7日（後、陸軍中将）
- 鷹司煕通中尉：1889年（明治22年）11月5日 - 1898年（明治31年）10月1日(後に陸軍少将公爵、明治35年から侍従武官。)
- 長瀬良行中尉：1889年（明治22年）11月5日 - 1891年（明治24年）1月24日
- 橘周太少尉：1891年（明治24年）1月24日 - 1895年（明治28年）11月13日（後に陸軍中佐）
- 中村覚少佐：1891年（明治24年）12月19日 - 1896年（明治29年）10月29日（後に陸軍大将。明治27年から侍従武官兼務、明治41年侍従武官長）
- 宮本照明大尉：1891年（明治24年）12月19日 - 1895年（明治28年）11月13日（明治33年から侍従武官、後、陸軍中将）
- 鶴見数馬少佐：1895年（明治28年）11月13日 - 1898年（明治31年）10月1日（後、陸軍少将）
- 名和長憲大尉：1895年（明治28年）11月13日 - 1898年（明治31年）6月1日（後、陸軍少将男爵）
- 竹内正策大佐：1896年（明治29年）10月29日 - 1898年（明治31年）5月19日（後、陸軍中将）
- 村田惇大佐：1898年（明治31年）5月19日 - 1899年（明治32年）4月17日（後、陸軍中将）
- 清水谷実英大尉：1898年（明治31年）10月5日 - 1904年（明治37年）3月24日（後、陸軍中佐伯爵。侍従。）
- 田内三吉少佐：1898年（明治31年）10月14日 - 1908年（明治41年）6月5日（後、陸軍少将。侍従、東宮侍従、宮中顧問官）
- 川畑平吉少佐：1899年（明治32年）4月17日 - 1901年（明治34年）7月28日（在職中に死去）
- 尾藤知勝少佐：1904年（明治37年）3月24日 - 1907年（明治40年）12月2日（後、陸軍中将・独立守備隊司令官）
- 本城幹太郎少佐：1907年（明治40年）12月2日 - 1911年（明治44年）11月22日（後、陸軍少将・歩兵第17旅団長）
- 山田陸槌中佐：1908年（明治41年）6月16日 - 1909年（明治42年）5月24日（後、陸軍中将・第5師団長）
- 高橋綏次郎中佐：1909年（明治42年）5月24日 - 1910年（明治43年）11月30日（後、陸軍少将）
- 大内義一中佐：1910年（明治43年）11月30日 - 1912年（大正元年）11月27日（後、陸軍少将・歩兵第33旅団長。侍従武官兼務）
- 西義一少佐：1911年（明治44年）11月22日 - 1912年（大正元年）11月27日（後、陸軍大将・教育総監。侍従武官兼）
- 壬生基義中佐：1912年（大正元年）10月3日 - 1922年（大正11年）8月15日（後、陸軍少将伯爵。大正10年から侍従武官兼務）
- 清水喜重大尉：1916年（大正5年）1月12日 - 1919年（大正8年）5月16日（後、陸軍中将）
- 浜田豊城少佐：1919年（大正8年）4月15日 - 1925年（大正14年）8月7日（大正10年11月から侍従武官兼務）
- 服部真彦大佐：1922年（大正11年）8月15日 - 1925年（大正14年）12月2日（後、陸軍中将・騎兵第4旅団長。侍従武官兼務）
- 蓮沼蕃大佐：1925年（大正14年）12月2日 - 1926年（大正15年）12月25日（後、陸軍大将・侍従武官長。）
- 矢野機中佐：1925年（大正14年）8月7日 - 1926年（大正15年）12月25日（後、陸軍中将・陸軍歩兵学校長。侍従武官兼務）

### 東宮武官（海軍）
- 武富邦鼎中佐：1898年（明治31年）6月1日 - 1901年（明治34年）7月6日（後に海軍中将正四位勲二等功三級）
- 山路一善大尉：1898年（明治31年）6月1日 - 1900年（明治33年）9月15日（後に海軍中将功三級）
- 平賀徳太郎大尉：1900年（明治33年）9月15日 - 1903年（明治36年）7月7日（後に海軍少将功四級）
- 中村静嘉大佐：1901年（明治34年）7月6日 - 1903年（明治36年）12月28日（後に海軍少将功四級）
- 中島資朋大尉：1903年（明治36年）7月7日 - 1904年（明治37年）2月3日（後に海軍中将功四級）
- 黒水公三郎中佐：1904年（明治37年）2月3日 - 1907年（明治40年）12月18日（後に海軍大佐）
- 秋沢芳馬少佐：1906年（明治39年）2月20日 - 1909年（明治42年）2月2日（後に海軍少将功四級）
- 千坂智次郎中佐：1907年（明治40年）12月18日 - 1911年（明治44年）5月23日（後に海軍中将功四級）
- 田村丕顕大尉：1909年（明治42年）2月2日 - 1912年（明治45年）4月20日（後に海軍少将功五級子爵）
- 山岡豊一中佐：1911年（明治44年）5月23日 - 1912年（明治45年）6月18日（後に海軍中将功四級）
- 関野謙吉大佐：1912年（明治45年）4月20日 - 1912年（大正元年）12月1日（後に海軍中将功四級）
- 宇佐川知義少佐：1912年（明治45年）6月18日 - 1917年（大正6年）12月1日（後に海軍少将功四級）
- 山内豊中大尉：1912年（大正元年）12月1日 - 1915年（大正4年）12月13日（後に海軍少将。高松宮附武官、高松宮家別当）
- 及川古志郎少佐：1915年（大正4年）12月1日 - 1922年（大正11年）12月1日（後に海軍大将功一級）
- 犬塚太郎大佐：1917年（大正6年）11月22日 - 1924年（大正13年）2月5日（後に海軍中将）
- 加藤隆義大佐：1922年（大正11年）12月1日 - 1925年（大正14年）10月20日（後に海軍大将）
- 近藤信竹中佐：1924年（大正13年）2月5日 - 1926年（大正15年）12月1日（侍従武官兼任、後に海軍大将功二級）
- 今村信次郎大佐：1925年（大正14年）10月20日 - 1926年（大正15年）12月25日（後に海軍中将功五級。侍従武官、秩父宮別当）
- 住山徳太郎大佐：1926年（大正15年）12月1日 - 1926年（大正15年）12月25日（侍従武官兼任、後に海軍中将。侍従武官、秩父宮別当）

## 関連法令
- 1891年：東宮武官官制(明治24年勅令第61号)
- 1897年：東宮武官官制(明治30年勅令第371号)
- 1898年：明治31年勅令第100号
- 1910年：明治43年勅令第213号
- 1926年：東宮武官官制廃止ノ件(昭和元年勅令第2号)